# Clasificación Unesco
La clasificación Unesco (Nomenclatura Internacional de la Unesco para los campos de Ciencia y Tecnología), creada por dicho organismo, es un sistema de clasificación del conocimiento ampliamente usado en la ordenación de proyectos de investigación y de las tesis doctorales.
Los apartados se diferencian por niveles según el nivel de detalle en campos, disciplinas y subdisciplinas, que son codificados con dos, cuatro y seis dígitos respectivamente.
- Campos (dos dígitos): son los apartados más generales. Cada uno comprende varias disciplinas distintas entre sí, pero con características comunes.
- Disciplinas (cuatro dígitos): suponen una descripción general de grupos de especialidades.
- Subdisciplinas (seis dígitos): representan las actividades que se realizan dentro de una disciplina.

En el nivel de dos dígitos se clasifican los siguientes campos:
| Campo UNESCO | Campo UNESCO                       | Campo UNESCO                                 |
| ------------ | ---------------------------------- | -------------------------------------------- |
| Campo amplio | Campo específico                   | Campo detallado                              |
| 11           | Lógica                             | Categoría:Lógica                             |
| 12           | Matemáticas                        | Categoría:Matemáticas                        |
| 21           | Astronomía y Astrofísica           | Categoría:Astronomía y Categoría:Astrofísica |
| 22           | Física                             | Categoría:Física                             |
| 23           | Química                            | Categoría:Química                            |
| 24           | Ciencias de la vida                | Categoría:Ciencias de la vida                |
| 25           | Ciencias de la Tierra y el Espacio | Categoría:Ciencias de la Tierra              |
| 31           | Ciencias agronómicas               | Categoría:Agronomía                          |
| 32           | Ciencias Médicas                   | Categoría:Medicina                           |
| 33           | Ciencias tecnológicas              | Categoría:Tecnología                         |
| 51           | Antropología                       | Categoría:Antropología                       |
| 52           | Demografía                         | Categoría:Demografía                         |
| 53           | Ciencias Económicas                | Categoría:Economía                           |
| 54           | Geografía                          | Categoría:Geografía                          |
| 55           | Historia                           | Categoría:Historia                           |
| 56           | Ciencias Jurídicas y Derecho       | Categoría:Derecho                            |
| 57           | Lingüística                        | Categoría:Lingüística                        |
| 58           | Pedagogía                          | Categoría:Pedagogía                          |
| 59           | Ciencia Política                   | Categoría:Ciencia política                   |
| 61           | Psicología                         | Categoría:Psicología                         |
| 62           | Ciencias de las Artes y las Letras |                                              |
| 63           | Sociología                         | Categoría:Sociología                         |
| 71           | Ética                              | Categoría:Ética                              |
| 72           | Filosofía                          | Categoría:Filosofía                          |